# Elecciones municipales de 2019 en la provincia de Barcelona
Las Elecciones Municipales de 2019 en la provincia de Barcelona se celebraron el 26 de mayo de 2019, juntamente con las elecciones europeas.

## Resultados electorales

### Resultados globales
| Candidatura    | Votos   | %     | Concejales | Concejales |
| Candidatura    | Votos   | %     | Total      | +/-        |
| -------------- | ------- | ----- | ---------- | ---------- |
| PSC            | 629 555 | 24,32 | 796        | 92         |
| ERC            | 569 385 | 22,00 | 1178       | 270        |
| JxCAT          | 317 562 | 11,52 | 823        | 164        |
| En Comú-ECG    | 293028  | 11,32 | 189        |            |
| CUP            | 127506  | 4,93  | 175        | 45         |
| Ciutadans      | 142520  | 5,51  | 160        | 36         |
| PPC            | 136981  | 5,29  | 38         | 89         |
| Unidas Podemos | 25861   | 1,00  | 16         |            |
| TxT            | 27970   | 1,08  | 10         | -          |
| ADR            | 6578    | 0,25  | 10         |            |
| Poble Unit     | 1996    | 0,08  | 9          | 4          |
| SA             | 905     | 0,03  | 8          | 3          |
| CeP            | 815     | 0,03  | 8          | 4          |
| Primàries      | 12124   | 0,47  | 7          |            |
| MG-ICVMES-C    | 2469    | 0,10  | 7          |            |
| GOOB-FIC       | 1190    | 0,05  | 7          |            |
| TPSB           | 274     | 0,01  | 7          |            |
| AB             | 111     |       | 7          |            |
| BCN- Canvi-Cs  | 99494   | 3,84  | 6          |            |
| P.C.P.B.       | 3352    | 0,13  | 6          | 1          |
| AM-LVDVDM      | 2036    | 0,08  | 6          |            |
| IUSF           | 1897    | 0,07  | 6          | 0          |
| GfP            | 1831    | 0,07  | 6          | 1          |
| U.C.-11        | 1587    | 0,06  | 6          | 2          |
| UpVV           | 1116    | 0,04  | 6          | 1          |
| ApO            | 943     | 0,04  | 6          |            |
| NIU            | 812     | 0,03  | 6          |            |
| IF             | 421     | 0,02  | 6          | 1          |
| IPSM           | 364     | 0,01  | 6          |            |
| ICB            | 228     | 0,01  | 6          | 0          |

### Resultados por alcaldes
| Partido | Alcaldes salientes | Alcaldes electos | Variación |
| ------- | ------------------ | ---------------- | --------- |
|         | 25                 | 27               | +2        |
|         | 9                  | 13               | +4        |
|         | 14                 | 8                | -6        |
|         | 1                  | 1                | 0         |
|         | 0                  | 0                | 0         |
|         | 2                  | 1                | -1        |
|         | 1                  | 1                | 0         |
|         | 0                  | 0                | 0         |

## Alcaldes salientes y alcaldes electos en municipios de más de 15.000 habitantes
| Municipio                 | Población (2018) | Alcalde saliente              | Partido | Partido                  | Alcalde entrante           | Partido | Partido           | Notas  |
| ------------------------- | ---------------- | ----------------------------- | ------- | ------------------------ | -------------------------- | ------- | ----------------- | ------ |
| Badalona                  | 217.741          | Àlex Pastor                   |         | PSC                      | Àlex Pastor                |         | PSC               | [ 2 ]  |
| Barberá del Vallés        | 32 839           | Sílvia Fuster Alay            |         | PCPB                     | Xavier Garcés Trillo       |         | PSC               | [ 3 ]  |
| Barcelona                 | 1.620.343        | Ada Colau                     |         | Barcelona en Comú        | Ada Colau                  |         | Barcelona en Comú | [ 4 ]  |
| Berga                     | 16 199           | Montserrat Venturós           |         | CUP                      | Montserrat Venturós        |         | CUP               | [ 5 ]  |
| Caldes de Montbui         | 17 449           | Jordi Solé i Ferrando         |         | ERC                      | Isidre Pineda Moncusí      |         | ERC               |        |
| Calella                   | 18 728           | Montserrat Candini            |         | JxCAT                    | Montserrat Candini         |         | JxCAT             | [ 6 ]  |
| Canet de Mar              | 14 583           | Blanca Arbell Brugarola       |         | ERC                      | Blanca Arbell Brugarola    |         | ERC               |        |
| Canovellas                | 16 317           | Emilio Cordero Soria          |         | PSC                      | Emilio Cordero Soria       |         | PSC               | [ 7 ]  |
| Cardedeu                  | 18 165           | Enric Olivé                   |         | ERC                      | Enric Olivé                |         | ERC               | [ 8 ]  |
| Castellar del Vallés      | 24 036           | Ignasi Giménez Renom          |         | PSC                      | Ignasi Giménez Renom       |         | PSC               | [ 9 ]  |
| Castelldefels             | 66.375           | María Miranda                 |         | PSC                      | María Miranda              |         | PSC               | [ 10 ] |
| Cornellá de Llobregat     | 87.173           | Antonio Balmón                |         | PSC                      | Antonio Balmón             |         | PSC               | [ 11 ] |
| Esparraguera              | 22 045           | Eduard Rivas                  |         | PSC                      | Eduard Rivas               |         | PSC               | [ 12 ] |
| Esplugas de Llobregat     | 46 355           | Pilar Díaz                    |         | PSC                      | Pilar Díaz                 |         | PSC               | [ 13 ] |
| Las Franquesas del Vallés | 19 768           | Francesc Colomé Tenas         |         | CiU                      | Francesc Colomé Tenas      |         | JxLF              |        |
| La Garriga                | 16 227           | Meritxell Budó                |         | CiU                      | Dolors Castellà            |         | ERC               |        |
| Gavá                      | 46 705           | Raquel Sánchez                |         | PSC                      | Raquel Sánchez             |         | PSC               | [ 14 ] |
| Granollers                | 60.981           | Josep Mayoral                 |         | PSC                      | Josep Mayoral              |         | PSC               | [ 15 ] |
| Hospitalet de Llobregat   | 261.068          | Núria Marín                   |         | PSC                      | Núria Marín                |         | PSC               | [ 16 ] |
| Igualada                  | 39 540           | Marc Castells                 |         | JxCAT                    | Marc Castells              |         | JxCAT             | [ 17 ] |
| Llissá de Munt            | 15 111           | Ignasi Simón                  |         | PSC                      |                            |         |                   |        |
| Malgrat de Mar            | 18 439           | Carme Ponsa                   |         | JxM                      | Joan Mercader              |         | PSC               |        |
| Manlleu                   | 20 194           | Àlex Garrido                  |         | ERC                      | Àlex Garrido               |         | ERC               | [ 18 ] |
| Manresa                   | 76.250           | Valentí Junyent               |         | PDeCAT                   | Valentí Junyent            |         | JxManresa         | [ 19 ] |
| Martorell                 | 27 850           | Xavier Fonollosa              |         | JxCAT                    | Xavier Fonollosa           |         | JxCAT             |        |
| El Masnou                 | 23 340           | Jaume Oliveras                |         | ERC                      | Jaume Oliveras             |         | ERC               |        |
| Mataró                    | 126.988          | David Bote                    |         | PSC                      | David Bote                 |         | PSC               | [ 20 ] |
| Molins de Rey             | 25 687           | Ramon Sánchez                 |         | JxCAT                    | Xavi Paz                   |         | PSC               | [ 21 ] |
| Mollet del Vallés         | 51.133           | Josep Monràs i Galindo        |         | PSC                      | Josep Monràs i Galindo     |         | PSC               | [ 22 ] |
| Moncada y Reixach         | 35 599           | Laura Campos Ferrer           |         | ICV-EUiA                 | Laura Campos Ferrer        |         | ICV-EUiA          |        |
| Montornés del Vallés      | 16 263           | José Antonio Montero          |         | ICV-EUiA                 | José Antonio Montero       |         | ICV-EUiA          |        |
| Olesa de Montserrat       | 23 779           | Pilar Puimedon                |         | Bloc Olesà               | Miquel Riera               |         | Bloc Olesà        | [ 23 ] |
| Parets                    | 19 041           | Francesc Juzgado              |         | PSC                      | Jordi Seguer               |         | ERC               | [ 24 ] |
| Piera                     | 15 362           | Jordi Madrid                  |         | ERC                      | Jordi Madrid               |         | ERC               | [ 25 ] |
| Pineda de Mar             | 26 659           | Xavier Amor                   |         | PSC                      | Xavier Amor                |         | PSC               |        |
| El Prat de Llobregat      | 64.132           | Lluís Tejedor                 |         | ICV-EUiA                 | Lluís Mijoler              |         | El Prat en Comú   | [ 26 ] |
| Premiá de Mar             | 28 071           | Miguel Ángel Méndez           |         | PDeCAT                   | Miguel Ángel Méndez        |         | JxCAT             | [ 27 ] |
| Ripollet                  | 38 347           | José María Osuna López        |         | Decidim Ripollet         | José María Osuna López     |         | Decidim Ripollet  |        |
| Rubí                      | 76.423           | Ana María Martínez            |         | PSC                      | Ana María Martínez         |         | PSC               | [ 28 ] |
| Sabadell                  | 211.734          | Maties Serracant i Camps      |         | Crida per Sabadell       | Marta Farrés               |         | PSC               | [ 29 ] |
| San Adrián de Besós       | 36 669           | Joan Callau i Bartolí         |         | PSC                      |                            |         |                   |        |
| San Andrés de la Barca    | 27 332           | Enric Llorca                  |         | PSC                      | Enric Llorca               |         | PSC               |        |
| San Baudilio de Llobregat | 82.904           | Lluïsa Moret Sabidó           |         | PSC                      | Lluïsa Moret Sabidó        |         | PSC               | [ 30 ] |
| San Celoni                | 17 754           | Francesc Deulofeu             |         | CiU                      | Raül Garcia                |         | JxCAT             | [ 31 ] |
| San Cugat del Vallés      | 90.664           | Carmela Fortuny               |         | PDeCAT                   | Mireia Ingla               |         | ERC               | [ 32 ] |
| San Feliú de Llobregat    | 44 474           | Jordi San José i Buenaventura |         | ICV-EUiA                 | Lídia Muñoz                |         | En Comú           | [ 33 ] |
| San Juan Despí            | 34 084           | Antoni Poveda                 |         | PSC                      | Antoni Poveda              |         | PSC               | [ 34 ] |
| San Justo Desvern         | 17 494           | Josep Perpinyà                |         | PSC                      | Josep Perpinyà             |         | PSC               | [ 35 ] |
| San Pedro de Ribas        | 31 923           | Abigail Garrido               |         | PSC                      | Abigail Garrido            |         | PSC               | [ 36 ] |
| San Quirico de Tarrasa    | 19 939           | Elisabeth Oliveras i Jorba    |         | ERC                      | Elisabeth Oliveras i Jorba |         | ERC               |        |
| San Vicente dels Horts    | 27 901           | Maite Aymerich i Boltà        |         | ERC                      | Miguel Comino              |         | PSC               | [ 37 ] |
| Santa Coloma de Gramanet  | 118.821          | Núria Parlón                  |         | PSC                      | Núria Parlón               |         | PSC               | [ 38 ] |
| Santa Perpetua de Moguda  | 25 705           | Isabel García Ripoll          |         | ICV-EUiA                 | Isabel García Ripoll       |         | ICV-EUiA          | [ 39 ] |
| Sardañola del Vallés      | 57.740           | Carles Escolà                 |         | Compromís per Cerdanyola | Carlos Cordón              |         | PSC               | [ 40 ] |
| Sitges                    | 28 969           | Miquel Forns                  |         | CiU                      | Aurora Carbonell           |         | ERC               | [ 41 ] |
| Tarrasa                   | 218.535          | Alfredo Vega                  |         | PSC                      | Jordi Ballart              |         | Tot per Terrassa  | [ 42 ] |
| Vich                      | 45 040           | Anna Erra                     |         | PDeCAT                   | Anna Erra                  |         | JxCAT             | [ 43 ] |
| Viladecans                | 66.168           | Carles Ruiz Novella           |         | PSC                      | Carles Ruiz Novella        |         | PSC               | [ 44 ] |
| Vilasar de Mar            | 20 764           | Damià del Clot                |         | ERC                      | Damià del Clot             |         | ERC               | [ 45 ] |
| Villafranca del Panadés   | 40 055           | Pere Regull                   |         | JxCAT                    | Pere Regull                |         | JxCAT             | [ 46 ] |
| Villanueva y Geltrú       | 66.274           | Neus Lloveras i Massana       |         | PDeCAT                   | Olga Arnau                 |         | ERC               | [ 47 ] |